# Rachowiec (Wyżyna Częstochowska)
Rachowiec (ok. 328 m n.p.m.) – wzniesienie w miejscowości Kusięta w województwie śląskim, w powiecie częstochowskim, w gminie Olsztyn. Jest jednym z wzgórz Wyżyny Mirowsko-Olsztyńskiej będącej częścią Jury Krakowsko-Częstochowskiej. Dawniej było to całkowicie bezleśne wzniesienie pokryte polami uprawnymi. Obecnie są to głównie nieużytki i łąki w dużym stopniu zarośnięte drzewami i krzewami. Na wzniesieniu znajdują się pojedyncze skały wapienne. Największa z nich to Kuropatwa, na której uprawiana jest wspinaczka skalna. W skałach znajdują się: Schronisko w Rachowcu, Koleba w Rachowcu, Okap w Rachowcu.
Przez Rachowiec prowadzi szlak rowerowy.